# カンダロス
カンダロス（古希: Κάνδαλος, Kandalos）は、ギリシア神話の人物である。太陽神ヘーリオスとポセイドーンの娘ロドスの7人の息子たち（ヘーリアデース）の1人で、オキモス、ケルカポス、マカル、アクティス、テナゲース、トリオパス、エレクトリュオーネーと兄弟。ヘーリアデースの中で最も優秀であったテナゲースに嫉妬し、兄弟のマカル、アクティス、トリオパスとともにテナゲースを殺した。しかし殺人の罪が露見したとき彼らは国外に逃亡し、カンダロスはコス島に逃げた。